# شريان راجع زندي خلفي
شريان راجع زندي خلفي (بالإنجليزية: Posterior ulnar recurrent artery)‏‏ هو شريان يتفرعُ من شريان زندي.